# Pezocatantops
Pezocatantops is een geslacht van rechtvleugeligen uit de familie veldsprinkhanen (Acrididae). De wetenschappelijke naam van dit geslacht is voor het eerst geldig gepubliceerd in 1953 door Dirsh.

## Soorten
Het geslacht Pezocatantops omvat de volgende soorten:
- Pezocatantops impotens Johnston, 1937
- Pezocatantops kinangopi Uvarov, 1941
- Pezocatantops lobipennis Sjöstedt, 1933
- Pezocatantops ngongi Uvarov, 1941